# Luchtverkeersleider

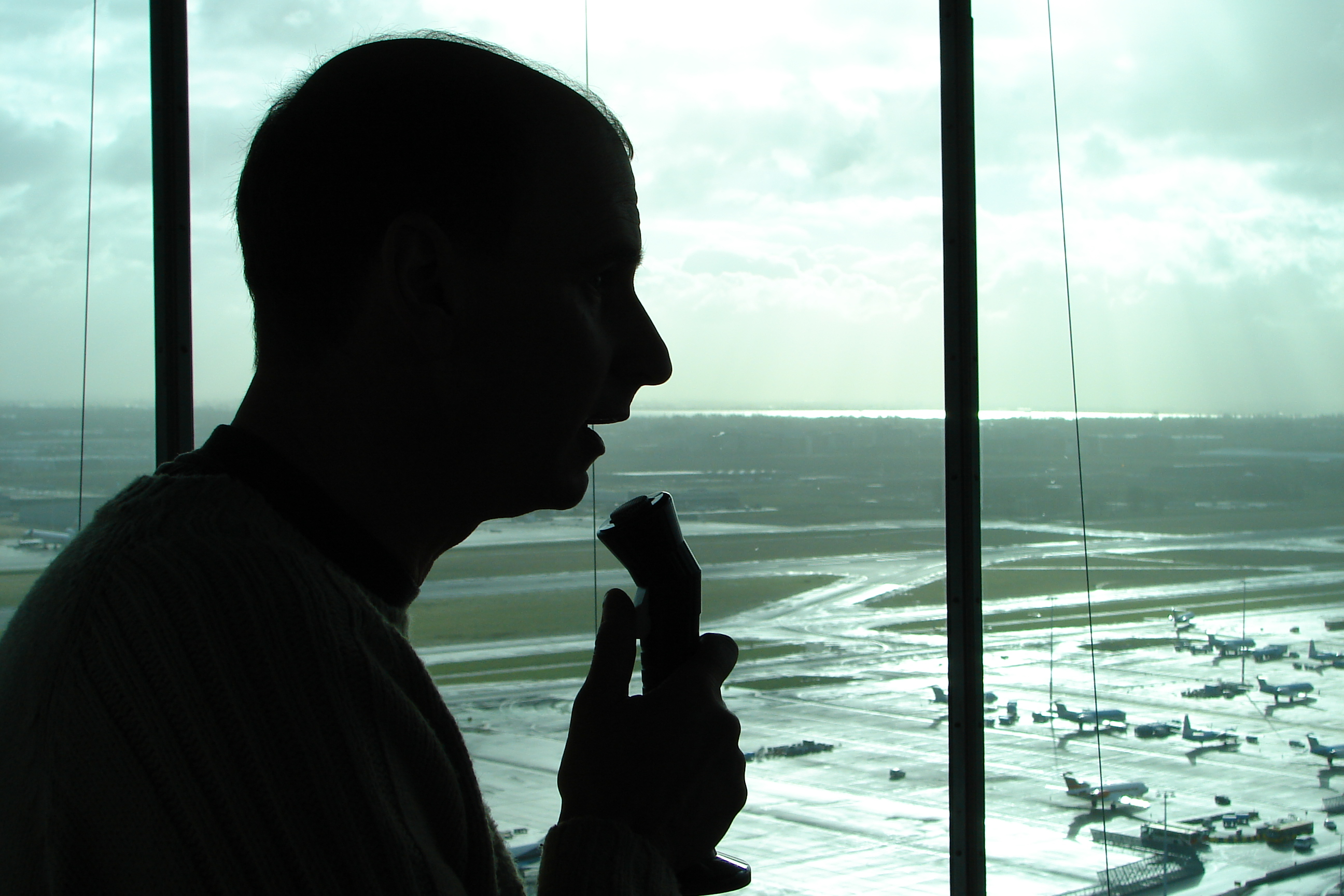
Luchtverkeersleider in de Schipholtoren

Luchtverkeersleiders zorgen voor een veilig, vlot en ordelijk verloop van het luchtverkeer. Hoewel in de media soms over vluchtleiders en vluchtleiding wordt gesproken, is dit niet correct. Luchtverkeersleiders zelf spreken over de luchtverkeersleiding.

## Taken
Luchtverkeersleiders maken in feite de baan vrij, op de grond en in de lucht, voor ieder vliegtuig, dat wordt  gecontroleerd. Zij doen dat door separatie toe te passen. Zij staan daarvoor met de piloten in radiocontact en geven hun klaringen door. Deze klaringen zijn  gestandaardiseerd. Iedere executief luchtverkeersleider formuleert individueel zijn eigen klaringen. Daarbij kijkt hij hoever een vliegtuig in één keer kan worden doorgeloodst. Men spreekt daarom naar het voorbeeld van zee- en rivierloodsen ook wel van vluchtloodsen. Luchtverkeersleiders werken afhankelijk van de situatie in een sector, het deel van het luchtruim waar zij met hun team verantwoordelijk voor zijn. Het spreekt vanzelf dat onderlinge coördinatie daarbij voortdurend nodig is.

## Functies en categorieën
Een sectorteam bestaat doorgaans uit een planning en een executief of radar verkeersleider. Deze twee functies zijn in Australië samengevoegd. Dit was mogelijk door nieuwe consoles in gebruik te nemen en door de lagere verkeersdrukte boven Australië.
Het werk is globaal in drie categorieën in te delen, volgens de categorie luchtruim die wordt gecontroleerd: plaatselijke verkeersleiding, naderingsverkeersleiding en algemene of regionale verkeersleiding.
- Plaatselijke verkeersleiding gebeurt vanuit de verkeerstoren om luchtverkeer te leiden op en in de nabijheid van het vliegveld. Dit is het beeld dat de meeste mensen hebben van luchtverkeersleiding: hoog in de toren, met uitzicht op het gehele vliegveld. Het is echter slechts een klein deel van een groter geheel. De plaatselijke verkeersleiding in het Engels, Engels is internationaal de verplichte taal in luchtverkeersleiding, Terminal Control genoemd. Dit behelst overigens niet alleen de begeleiding van vliegtuigen, maar van alle verkeer op het vliegveld, waaronder na de vliegtuigen alle voertuigen op het vliegveld.

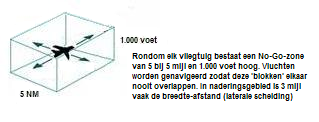

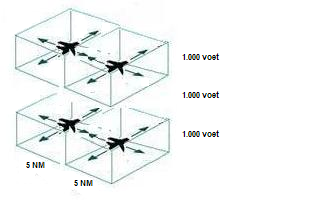
Separatieminima in de lucht

- Naderingsverkeersleiding, Approach Control, gebeurt in de regel van achter een radarscherm en is bedoeld om luchtverkeer van en naar een vliegveld te begeleiden en te scheiden, bijvoorbeeld de vertrekstroom van de aankomststroom. Aangezien dit niet "op zicht" gebeurt maar vanachter een radarscherm, is het niet noodzakelijk dat de Approach Controllers in de verkeerstoren zitten. Dit is dan ook meestal niet het geval. Zij zitten in het algemeen in een ander gebouw ergens op of in de nabijheid van het vliegveld.

- De algemene of regionale verkeersleiding zorgt voor het overige luchtverkeer, En Route, dus zorgt voor begeleiding en voor separatie van het luchtverkeer in de luchtcorridors tussen de vliegvelden. Zij doen dit gewoonlijk met behulp van een radar. De algemene verkeersleiding zit soms in dezelfde zaal of in hetzelfde gebouw als de naderingsverkeersleiding, maar kan ook op een volkomen andere plek zitten. Dit hoeft niet noodzakelijkerwijs in de nabijheid van een vliegveld te zijn. Luchtverkeersleiding Nederland op Schiphol, en EUROCONTROL bij Maastricht zijn organisaties die onder andere de algemene verkeersleiding boven Nederland uitvoeren. De luchtverkeersleiding in militaire sectoren van het Nederlandse luchtruim wordt door Air Operations Control Station Nieuw Milligen verzorgd. Skeyes is in België de verantwoordelijke instantie, al wordt het hoogste luchtruim daar ook door EUROCONTROL beheerd, boven vliegniveau FL245.

## Opleiding
Er worden flinke eisen gesteld aan lichamelijke gesteldheid: algemene gezondheid, gehoor en zicht,  beheersing van het Engels, ruimtelijk inzicht, flexibiliteit, creativiteit, en bestandheid tegen werken onder druk, stressbestendigheid. Er is in België een (streng) toelatingsexamen van het ministerie van verkeer. In Nederland kunnen elk jaar 40 mensen, tussen 17 en 30 jaar oud, met de opleiding tot verkeersleider starten. Een strenge selectie bepaalt wie aan de opleiding mag beginnen, maar ook de opleiding zelf is pittig. Er is een behoorlijk theoretisch gedeelte met vakken als: reglementering opgelegd door de Internationale Burgerluchtvaartorganisatie, meteorologie, aerodynamica, luchtvaartnavigatie, en er is praktijk met torensimulatie, radarsimulatie en oefeningen voor noodsituaties. Lang niet iedereen die eraan begint, haalt het einde van de opleiding. Door de hoge eisen die worden gesteld is er nog steeds een tekort aan verkeersleiders.

## Geschiedenis
Radiotelegrafie met morse en seinsleutel waren voor 1960 de enige mogelijkheid om de communicatie op middelbare en lange afstanden tot stand te brengen. 	
Radiotelefonie werd in die jaren uitsluitend gebruikt in het gebied rondom het vliegveld en met een reikwijdte van circa 25 km op VHF. De zogenaamde towerfrequentie werd voornamelijk gebruikt om vliegtuigen tijdens het taxiën en het landen te begeleiden. De 'altimetersetting' bestond uit de gegevens over de barometerdruk, windsterkte en richting en meer dat met de luchtveiligheid te maken had. 	
De vliegtuigradiotelegrafist had in die tijd een uiterst verantwoordelijke taak, omdat hij gedurende de gehele vlucht attent moest "uitluisteren", dus attent moest blijven op alle voor zijn vliegtuig bestemde berichten. Men mocht omgekeerd ook verwachten dat hij aan de verkeersleiding al die berichten doorgaf, die voor het verkeersbeeld van belang waren. Dat waren bijvoorbeeld de bereikte vlieghoogte, positie met tijdsvermelding, verwachte tijd van aankomst op bestemming.